# Mangustoryjka sawannowa
Mangustoryjka sawannowa (Rhynchogale melleri) – gatunek drapieżnego ssaka z podrodziny Herpestinae w obrębie rodziny mangustowatych (Herpestidae).

## Taksonomia
Gatunek po raz pierwszy zgodnie z zasadami nazewnictwa binominalnego opisał w 1865 roku brytyjski zoolog John Edward Gray, nadając mu nazwę Rhinogale melleri. Holotyp pochodził z Kilosy, w Tanzanii. Jedyny przedstawiciel rodzaju mangustoryjka (Rhynchogale), który opisał w 1894 roku brytyjski zoolog Oldfield Thomas. Podgatunek po raz pierwszy zgodnie z zasadami nazewnictwa binominalnego opisał w 1938 roku południowoafrykański zoolog Austin Roberts, nadając mu nazwę Rhynchogale melleri langi. Holotyp pochodził z Ranches Limited, w północno-wschodnim Eswatini.
Autorzy Illustrated Checklist of the Mammals of the World rozpoznają dwa podgatunki.

### Etymologia
- Rhinogale: gr. ῥις rhis, ῥινος rhinos „nos, pysk”; γαλεή galeē lub γαλή galē „łasica”[10].
- Rhynchogale: gr. ῥυγχος rhunkhos „pysk, ryj”; γαλεή galeē lub γαλή galē „łasica”[11].
- melleri: Charles James Meller (1836–1869), brytyjski botanik w Nyasaland (obecnie Malawi) w 1861 i na Mauritiusie w 1865[12].
- langi: Herbert Lang (1879–1957), amerykański ornitolog, kolekcjoner z tropikalnej Afryki w latach 1926–1957[5][13].

## Zasięg występowania
Mangustoryjka sawannowa występuje w południowo-wschodniej Afryce, zamieszkując w zależności od podgatunku:
- R. melleri melleri – Demokratyczna Republika Konga, Tanzania, Malawi, północny i centralny Mozambik, Zambia, Zimbabwe i prawdopodobnie północno-wschodnia Botswana.
- R. melleri langi – południowy Mozambik, Eswatini i północno-wschodnia Południowa Afryka (Limpopo i Mpumalanga).

## Morfologia
Długość ciała (bez ogona) 44–50 cm, długość ogona 28–41,2 cm, długość tylnej stopy 9,5–10,6 cm, długość ucha 3,1–4,3 cm; masa ciała 1,8–2,8 kg.